# I’ll Remember
I’ll Remember  – singel Madonny.
W roku 1995 piosenka została nominowana do nagrody Grammy w kategorii piosenki filmowej.

## Lista utworów
- UK 7" Single / UK Cassette Single / UK 7" Single

1. "I’ll Remember - Theme from With Honors"
2. "Secret Garden"

- UK 5" CD Single

1. "I’ll Remember - Theme from With Honors"
2. "I’ll Remember - Theme from With Honors (Orbit Remix)"
3. "I’ll Remember - Theme from With Honors (Guerilla Beach Mix)"
4. "Why's It So Hard (Live)"

- UK 12" single

1. "I’ll Remember - Theme from With Honors (Guerilla Beach Mix)"
2. "I’ll Remember - Theme from With Honors (Guerilla Groove Mix)"
3. "I’ll Remember - Theme from With Honors (Orbit Alternative Remix)"
4. "I’ll Remember - Theme from With Honors"